# Naoko Kamata
Naoko Kamata (Zushi, 7 de junio de 1983) es una deportista japonesa que compitió en vela en la clase 470. Ganó una medalla de plata en el Campeonato Mundial de 470 de 2006.

## Palmarés internacional
| \| Campeonato Mundial \| Campeonato Mundial \| Campeonato Mundial \| Campeonato Mundial \| \| Año \| Lugar \| Medalla \| Clase \| \| ------------------ \| ------------------ \| ------------------ \| ------------------ \| \| 2006 \| Rizhao (China) \| Medalla de plata \| 470 \| |                |                  |       |
| Campeonato Mundial |                |                  |       |
| Año | Lugar          | Medalla          | Clase |
| 2006 | Rizhao (China) | Medalla de plata | 470   |